# Evelyn Billings
Evelyn Billings (8. veljače 1918. – Melbourne, 16. veljače 2013.) bila je australska liječnica. 
Diplomirala je medicinu na sveučilištu u Melbourneu, nakon čega je specijalizirala pedijatriju. 1966. godine pridružila se svome mužu, dr. Johnu Billingsu, u njegovom istraživanju i razrađivanju Billingsove ovulacijske metode, kojoj je ona uvelike doprinijela svojim ispitivanjima dojilja i žena koje se približavaju menopauzi. Dr. Billings je autorica brojnih članaka objavljenih u znanstvenim časopisima i koautor je Atlasa Ovulacijske metode. Svake godine putuje širom svijeta držeći predavanja i poučavajući Billingsovu metodu. 2003. godine odlikovana je Dame zapovjednice Reda sv. Grgura Velikog.